# ولاد دراع (بوقشوش)
ولاد دراع هو دُوَّار يقع بجماعة سلفات، إقليم سيدي قاسم، جهة الرباط سلا القنيطرة في المملكة المغربية. ينتمي الدوّار لمشيخة بوقشوش التي تضم 12 دوار. يقدر عدد سكانه بـ 582 نسمة حسب الإحصاء الرسمي للسكان والسكنى لسنة 2004.

## روابط خارجية
- البوابة الوطنية للجماعات الترابية
- المندوبية السامية للتخطيط